# 披耶朗
披耶朗（Phraya Lang，？—？），本名陶臘旺(Thao Lawong)，又名亞鑾翁（英語：Ya Luang Ngom），老撾部落首領之子陶鑾（Thao Luang）之子。13世紀末至14世紀初的勐蘇瓦君主，在位四十五年。

## 生平
大約在1276年，一說1271年，陶鑾去世後，陶臘旺被擁立為勐蘇瓦君主，陶臘旺自稱為“披耶朗”。披耶朗統治時期，擺脫了素可泰王國的控制，並於開始與越南爆發戰爭。
大約在1321年，一說1316年，披耶朗在位四十五年後，為其子陶蘇旺坎蓬（ท้าวสุวรรณคำผง，Thao Suwan Kam Phong）廢黜。陶蘇旺坎蓬被擁戴為國君，號稱披耶坎蓬（พระยาคำผง，Phraya Kham Phong）。披耶朗被幽禁與別室，披耶坎蓬生有一子，派人前去詢問披耶朗如何取名，憤怒的披耶朗痛罵魔鬼，於是披耶坎蓬為其子命名為“陶披法”（Thao Phi Fa）。陶披法就是法昂王的父親。

## 子女
披耶朗有五子四女。